# Шимонторња
Шимонторња (мађ. Simontornya) је град у Мађарској, у јужном делу државе. Град управо припада Тамашком срезу жупаније Толна, са седиштем у Сексарду.

## Географија
Град Шимонторња се налази у јужном делу Мађарске. Од престонице Будимпеште град је удаљен око 120 километара јужно. Од најближег већег града Сексарда град је удаљен 65 километара северно.
Град се налази у западном делу Панонске низије. Надморска висина места је око 100 m.

## Становништво
Према подацима из 2013. године Шимонторња је имала 4.128 становника. Последњих година број становника опада.
Претежно становништво у насељу чине Мађари римокатоличке вероисповести.